# Fédération sportive et gymnique du travail
 (août 2025).

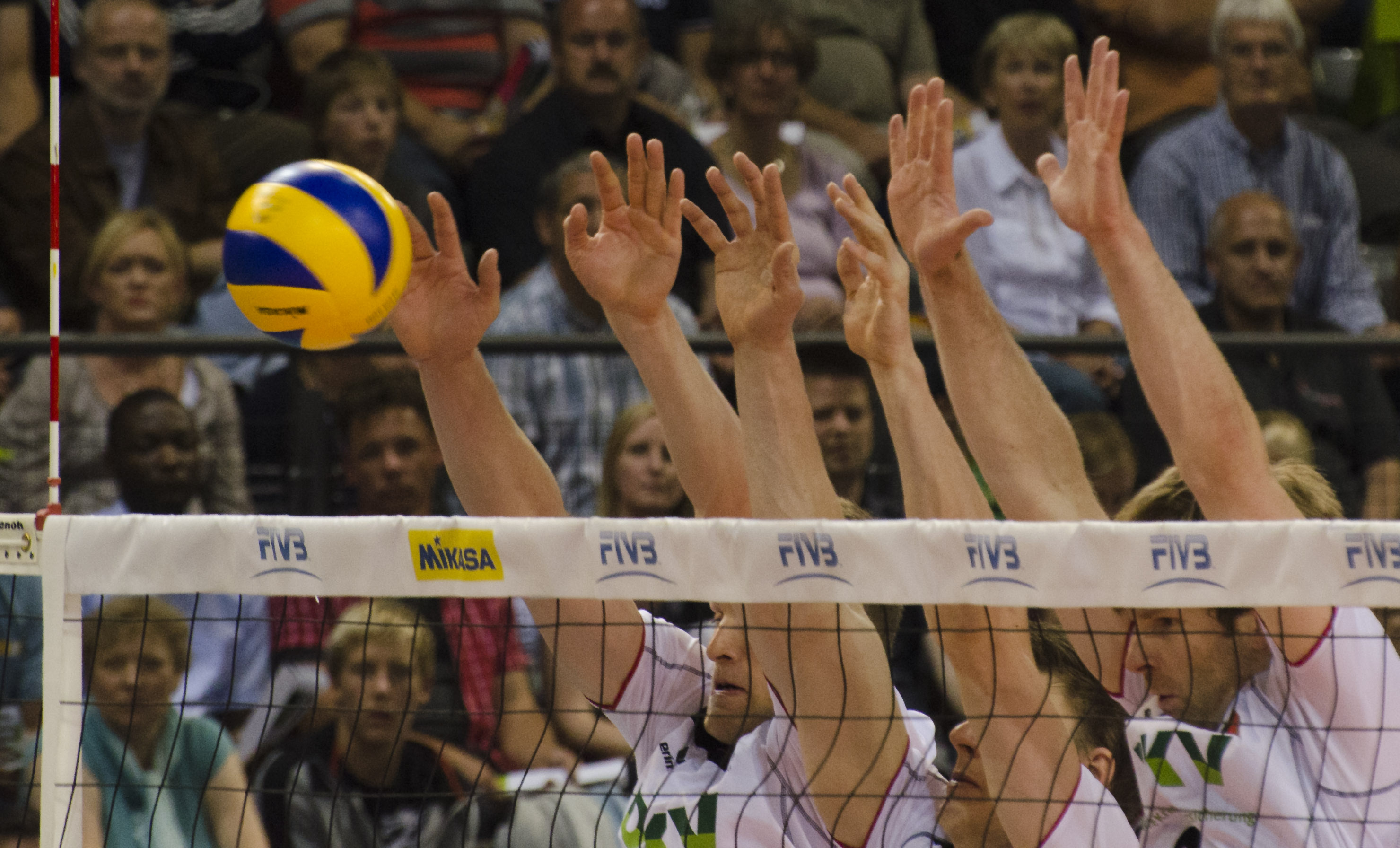
Dès 1936 la FSGT contribue à l'implantation du volley-ball.

Le logo de la CSIT.

La Fédération sportive et gymnique du travail (FSGT) est une fédération omnisports agréée Jeunesse et Sport et Jeunesse et Éducation populaire. Elle a été créée en 1934 par fusion de la Fédération sportive du travail (FST) et de l'Union des sociétés sportives et gymniques du travail (USSGT). Elle est membre du Comité national olympique et sportif français (CNOSF) et de la Confédération sportive internationale travailliste et amateur (CSIT).

## Historique

### Préludes

Emblème de la SFIO.

Emblème de la SFIC.

En 1907 l’Union sportive du parti socialiste (USPS) est créée par Abraham Kleynhoff, journaliste à L'Humanité. Elle prend l’année suivante le nom de Fédération sportive athlétique socialiste (FSAS) puis en 1919 celui de Fédération sportive du travail (FST). La scission du Parti socialiste en 1920 lors du congrès de Tours n’est pas sans conséquences sur le sport travailliste et en 1923 le congrès de la FST de Montreuil entérine la séparation entre sportifs communistes et socialistes. Les premiers, liés aux Jeunesses communistes (JC), gardent l’appellation Fédération sportive du travail et s’affilient à l'Internationale rouge sportive créée à Moscou en 1921 ; les seconds créent l'Union des sociétés sportives et gymniques du travail (USSGT) qui reste affiliée à l'Internationale sportive ouvrière socialiste de Lucerne créée en 1913. Le dogme intangible de l'apolitisme du mouvement sportif français, ancré dans la lettre de la loi de 1901, nuit au rayonnement du sport travailliste, politiquement très engagé, alors que ses luttes internes nuisent à son développement : la FST ne dépasse jamais les 12 000 membres et l'USSGT les 7 000.

### Création de laFSGT

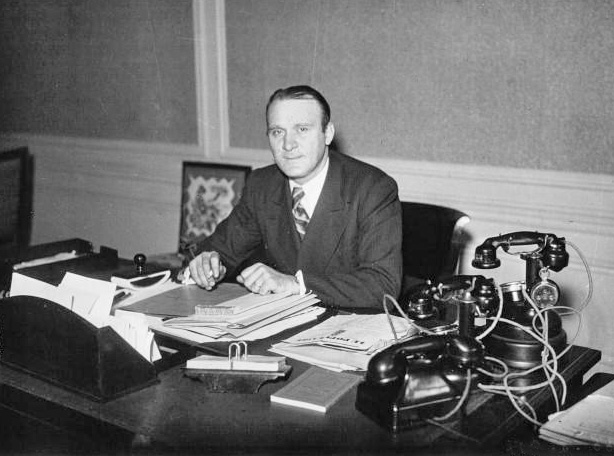
Léo Lagrange en 1936.

En 1934 dans la dynamique du Front populaire et anticipant d'un an la réunification syndicale, la FSGT est créée par la fusion de la FST, proche de la Confédération générale du travail unitaire (CGTU) et de l'USSGT proche de la Confédération générale du travail (CGT). Les 23 et 24 décembre 1934, les délégués de 515 clubs de l’USSGT socialiste (environ 7 000 membres) et de la FST communiste (environ 11 000 membres) tiennent au 33 Rue de la Grange-aux-Belles l'assemblée fondatrice de la FSGT. Depuis 1931 ces deux fédérations ouvrières contribuent largement à l'implantation du volley-ball en France.
Avec l’avènement du Front populaire en 1936 la FSGT devient le meilleur soutien de la politique du nouveau secrétaire d’État aux sports et aux loisirs Léo Lagrange. Elle passe de la contestation à la coopération, demande son adhésion au Comité national des sports, au Conseil supérieur des sports, établit des accords avec l'Union française des œuvres laïques d'éducation physique (UFOLEP) et s’investit particulièrement dans la promotion des activités de pleine nature. 
La même année elle marque sa vive opposition à la participation de la France aux Jeux de Berlin en envoyant une forte délégation aux Olympiades populaires de Barcelone organisées en contrepoint des Jeux olympiques officiels. Devant Léo Lagrange, les qualifications se déroulent à Paris le 4 juillet 1936 au stade Pershing. En raison du coup d’État de Franco, ces olympiades n'ont pas lieu et la délégation rentre en France sans avoir concouru.
Si la FSGT proclame toujours son engagement dans la lutte contre le fascisme, elle renonce à son discours politique radical de lutte contre le sport bourgeois et encourage désormais la pratique d'un sport populaire de masse, notamment à l'intérieur des entreprises et s'engage finalement pour le sport français dans son ensemble. Les effectifs connaissent aussitôt une croissance importante et en 1938 la FSGT compte 1 769 clubs et plus de 100 000 adhérents.

### FSGTdurant la Seconde Guerre mondiale

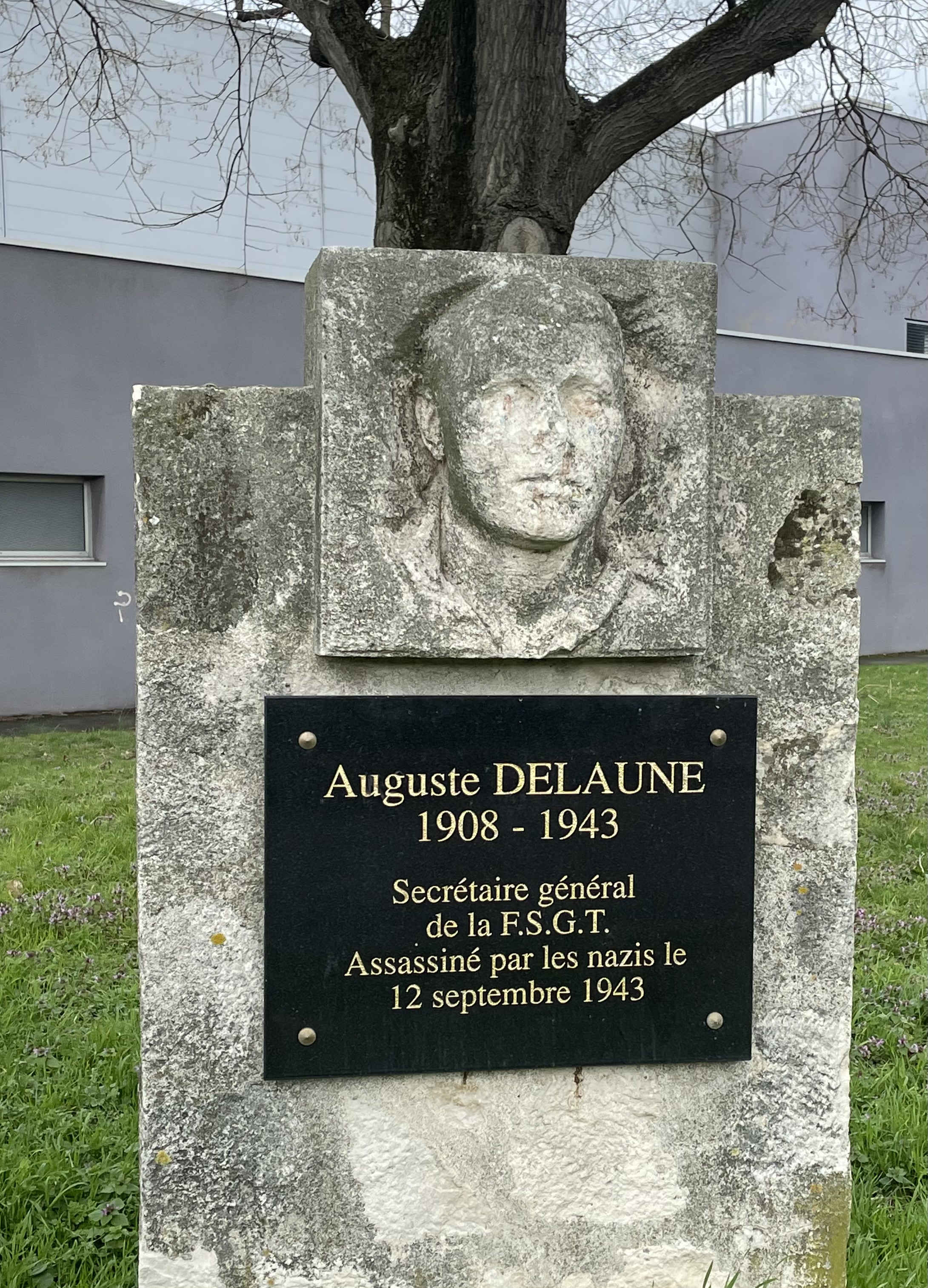
Buste d'Auguste Delaune à Saint-Denis.

Dès 1939 les dirigeants affiliés à la Section française de l'Internationale communiste (SFIC) sont exclus de sa direction à la demande des pouvoirs publics à la suite de leur refus de condamner publiquement la signature du pacte germano-soviétique. Dès l'armistice ils sont poursuivis et persécutés pour ce même motif par le régime de Vichy. La FSGT n'est donc dirigée pendant l'Occupation que par des proches de la Section française de l'Internationale ouvrière (SFIO). 
À partir de 1941 la rupture du pacte germano-soviétique et le déclenchement de l'opération Barbarossa engagent les dirigeants communistes dans la Résistance individuellement ou au sein du réseau Sport libre ; beaucoup sont assassinés par les Nazis, tel en 1943 Auguste Delaune, co-secrétaire général de la FSGT avant-guerre. À partir de 1942, comme les autres fédérations affinitaires, la FSGT est contrainte par Joseph Pascot de troquer son sigle pour celui d' Union sportive et gymnique du travail (USGT). Sa direction peut dès lors être considérée comme collaborationniste. 
Le Parti communiste français (PCF) reprend le contrôle des locaux de la fédération dès le début de la libération de Paris le 21 août 1944. Les dirigeants socialistes nationaux traduits devant les commissions d'épuration sont relaxés au bénéfice de leur contribution à l'encadrement de la jeunesse pendant l'Occupation. Haut-fonctionnaire du Commissariat général à l'éducation générale et aux sports de l'État français sous l'Occupation Maurice Baquet, figure majeure de la FSGT et du PCF, est aussi blanchi de tout soupçon de collaboration. Nommé en 1945 directeur adjoint et technique de l'Institut national du sport, de l'expertise et de la performance (INS), il le reste jusqu'en 1960. La FSGT joue un rôle primordial dans la reconstruction de structures d'éducation populaire dès fin 1944.

### FSGTdans l'après-guerre
Les débuts de la guerre froide ne sont pas sans répercussions sur la FSGT. Les socialistes en désaccord avec l'orthodoxie stalinienne du PCF la quittent en 1950 pour fonder l'Union du sport travailliste (UST). La fédération qui devient dès lors l'organisation sportive du seul PCF renforce ses liens avec l'Union soviétique et les pays de l'Est. Cette position lui permet de faciliter les voyages d'études et les déplacements de nombreuses délégations officielles aux compétitions organisées dans le bloc socialiste avec le soutien logistique d'Yvon Adam, secrétaire général de l'Association France-URSS. Cependant la FSGT se voit retirer toutes subventions de l’État et il lui faut attendre plus de 10 ans pour que celles-ci soient progressivement rétablies.

La FSGT a 80 ans.

À partir de 1964 et pendant 20 ans, les stages Maurice Baquet créés par le Conseil pédagogique et scientifique de la FSGT se déroulent à Sète sous la direction de Robert Mérand pour promouvoir un sport éducatif de masse. Ils accueillent de nombreux éducateurs (500 en 1973) et enseignants d’EPS. Avec l'assentiment de l'Inspection générale ce modèle d’analyse et de transformation de l’éducation physique et sportive soutenu par le syndicat national de l'éducation physique (SNEP), lui-même proche du parti communiste, se diffuse dans les académies et les unités d'enseignement et de recherche en éducation physique et sportive (UEREPS) de France à travers la formation continue. 
Sur le plan international la FSGT soutient les sportifs des "peuples opprimés" en particulier les sportifs noirs d'Afrique du Sud au temps de l'apartheid, ceux d'Algérie lors de la guerre d'indépendance et plus récemment ceux de Palestine. Sur le plan national elle contribue au développement de nombreuses activités (cyclotourisme, football, volley-ball, plongée sous-marine, gymnastique, escalade...) dont certaines innovantes (sport de l'enfant, lutte féminine, bébés nageurs, football auto-arbitré...). Elle célèbre ses 80 ans en 2014. À cette occasion elle réalise une importante exposition à la médiathèque de Bagnolet et publie Du sport rouge au sport populaire aux éditions La ville brûle.

## Activités
La FSGT est une fédération de 4 300 associations locales qui organisent du sport et des loisirs. Ces associations sont regroupées en comités départementaux (70), régionaux (20) et en commissions fédérales d'activités (20). Quatre grands champs d'activités sont repérables.

### Listes des activités
- Activités équestres
- Apnée
- Athlétisme
- Badminton
- Ball-trap
- Basket-ball
- Boules lyonnaises
- Cyclisme
- Echecs
- Escalade
- Football
- Gymnastique
- Gym Forme Santé Danse
- Haltérophilie
- Handball
- Joutes nautiques
- Ju-Jitsu
- Judo
- Marche nordique
- Montagne
- Natation
- Force athlétique
- Pétanque
- Plongée sous-marine
- Production gymnique et artistique
- Randonnée Pédestre
- Sports de combats
- Sports de neige
- Tennis
- Tennis de table
- Tir à l'arc
- Viet Vo Dao
- Volley-ball

### Sport de compétition
Il concerne une vingtaine d'activités organisées du niveau local au niveau international. La FSGT s'inscrit dans la culture sportive en accordant toute son attention aux pratiques compétitives. Elle veille à prioriser la qualité des apprentissages et à insérer la compétition dans un contexte humain géographique, convivial pour contribuer à la formation d'un sportif citoyen. Attaché aux innovations, le sport travailliste a contribué au développement du volley-ball en France avant même la création de la fédération délégataire et l'organisation des premiers championnats de France de cette discipline. 

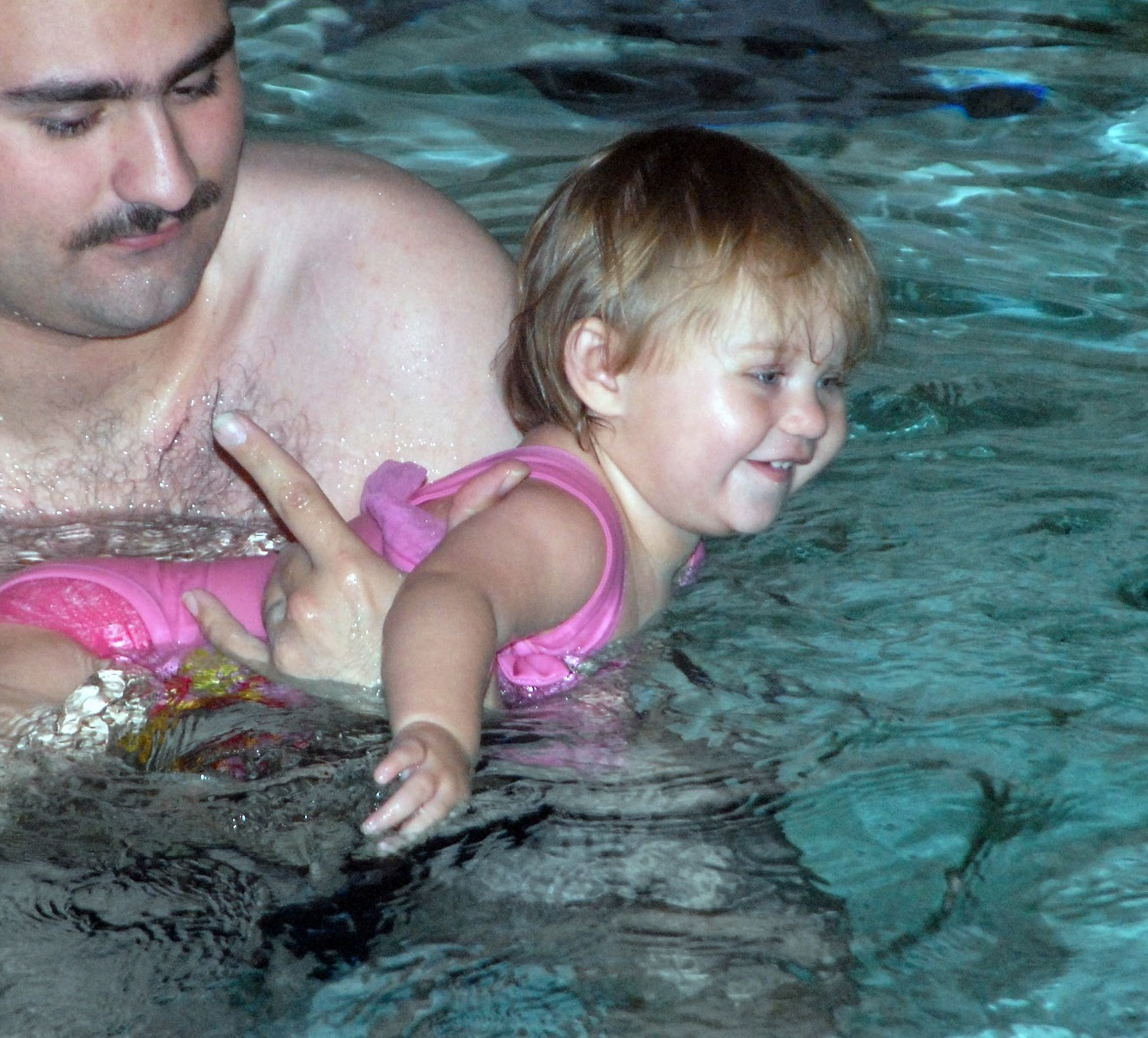
Les bébés nageurs.

### Sport de l'enfant
La FSGT met en avant des notions pédagogiques et éducatives : la compétition éducative permet à l'enfant d'entrer dans le jeu, d'y rester et d'évoluer et l'omnisports développe des compétences transférables à toutes les activités sportives. Plutôt que la performance immédiate à tout prix, la FSGT vise la lente construction de toute une vie physiquement riche.

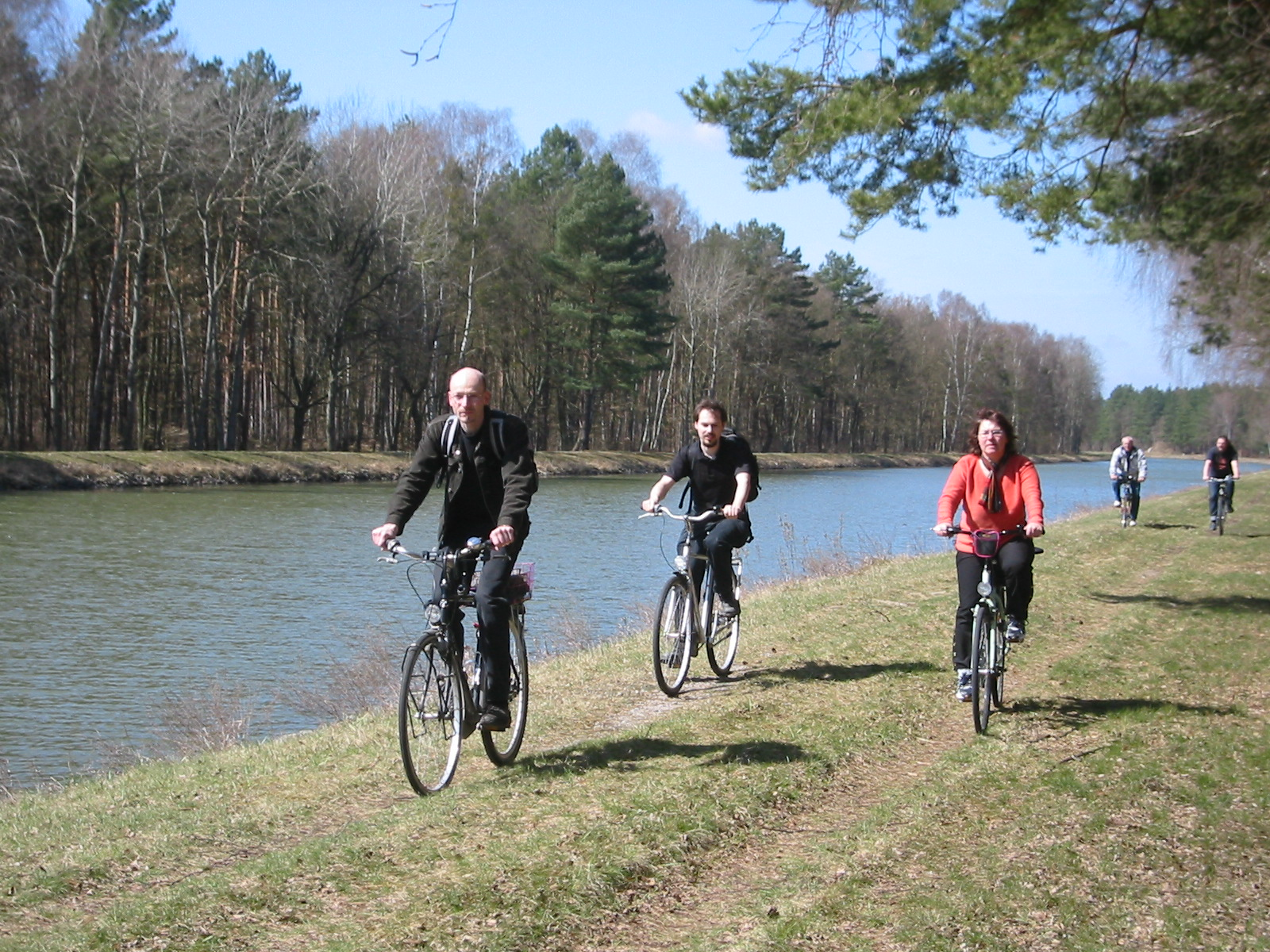
Le cyclotourisme et la nature.

### Activités de pleine nature
Ces activités ont toujours occupé une place importante au sein de la FSGT. Chaque époque a eu ses combats pour permettre à des populations modestes de pouvoir accéder à ces pratiques souvent onéreuses mais toujours joyeuses. Au XXIe siècle, la FSGT agit pour la gratuité des secours et pour la mise hors la loi des péages qui taxent les randonneurs à raquettes.

### Activités pour la santé
Au-delà de la simple condition physique, la FSGT conçoit la santé comme un état complet de bien être physique, mental et social qui ne consiste pas seulement en une absence de maladie ou d'infirmité. Elle œuvre pour une gestion autonome de la santé dans un rapport heureux au corps.

## Relations internationales
La FSGT a toujours cherché à insérer son activité dans un environnement international qui lui permette d’enrichir son propre projet social et culturel. Elle considère également de sa responsabilité de contribuer à développer à l'échelle mondiale un sport pour tous pouvant jouer un rôle particulier dans la lutte contre les inégalités sociales et la pauvreté.
La FSGT développe des coopérations ayant pour objectif principal de développer un sport au service de la paix et de la non-violence : Palestine, Japon, Irak, Afrique du Sud, Algérie, etc.
La FSGT permet à des sportifs amateurs de participer à des compétitions internationales dans le cadre de la Confédération sportive internationale du travail (CSIT).